# Золотарівська сільська рада (Шахтарський район)
| Золотарівська сільська рада — колишній орган місцевого самоврядування у Шахтарському районі Донецької області з адміністративним центром у c. Золотарівка. Сільській раді були підпорядковані населені пункти: - c. Золотарівка - с. Дубівка - с. Новомиколаївка - с. Новопелагіївка |

## Склад ради
Рада складалася з 16 депутатів та голови.

## Керівний склад сільської ради
| ПІБ                          | Основні відомості                                                             | Дата обрання | Дата звільнення |
| ---------------------------- | ----------------------------------------------------------------------------- | ------------ | --------------- |
| Мацеля Олександр Миколайович | Сільський голова, 1953 року народження, освіта, член Партії регіонів          | 26.03.2006   | 31.10.2010      |
| Мацеля Олександр Миколайович | Сільський голова, 1953 року народження, освіта незакінчена вища, безпартійний | 31.10.2010   |                 |

Примітка: таблиця складена за даними джерела